# Indo (popolo)

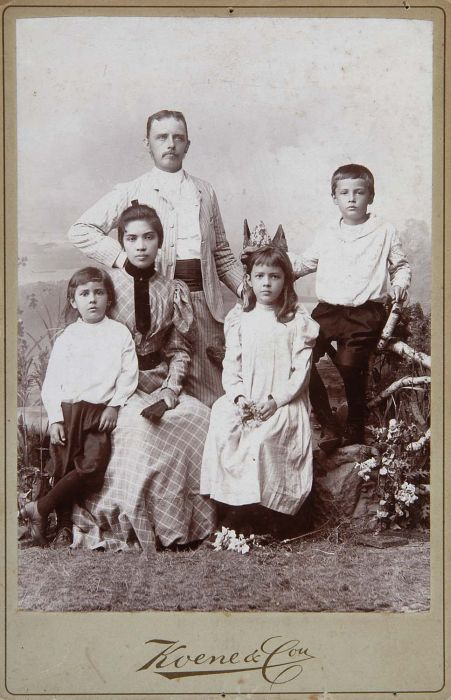
Una famiglia indo nelle Indie orientali olandesi (circa 1900)

Gli Indo sono un'etnia di origini eurasiatica residenti o connessi all'Indonesia. Nel suo senso più stretto, il termine "Indo" è usato per indicare quelle persone nelle ex-Indie orientali olandesi che detenevano uno status legale da europei, pur essendo nati da genitori olandesi e indigeni.
Nel senso più ampio, un indo è chiunque abbia discendenza mista europea e indonesiana. Gli Indo sono associati alla cultura coloniale delle ex Indie orientali olandesi, una colonia olandese nel sud-est asiatico (che poi si sarebbe proclamata indipendente poco dopo la seconda guerra mondiale, diventando l'Indonesia odierna). Gli antenati europei di queste persone erano prevalentemente olandesi, ma includevano anche portoghesi, britannici, francesi, belgi, tedeschi e altri.
Il termine "Indo" è registrato per la prima volta nelle fonti nel 1898, come abbreviazione dell'olandese "Indo-Europeaan", equivalente ad espressioni come "Olandesi indonesiani", "Eurasiani", 'Dutch Indonesians', 'Eurasians', "Indo-europei", "Indo-olandesi" e "Olandesi-indo".